# Liste des députés de la seizième législature du Landtag de Bade-Wurtemberg
Cette liste présente les 143 membres de la 16e législature du Landtag de Bade-Wurtemberg au moment de leur élection le 13 mars 2016 lors des Élections législatives régionales de 2016 dans le Bade-Wurtemberg. Elle présente les élus du land et précise si l'élu a été élu dans le cadre d'une des 70 circonscriptions, de manière directe ou s'il a été repêché par le système de la proportionnelle.

## Répartition des sièges

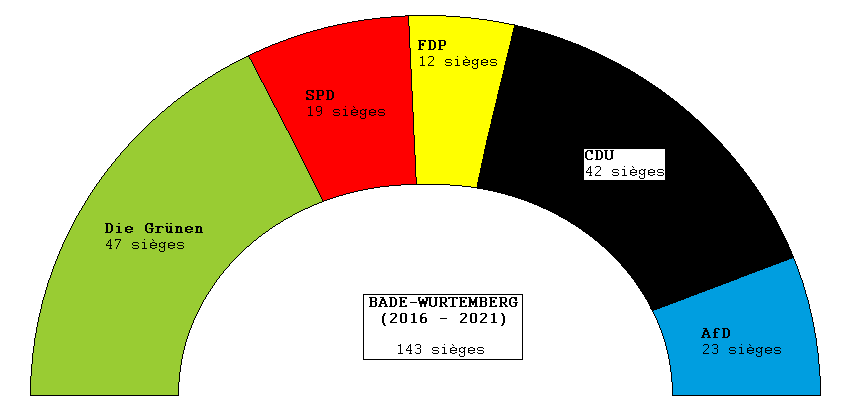
Répartition des sièges du Landtag du Bade-Wurtemberg en 2016

| Parti | Parti      | Élus Directs (%) | Proportionnelle (%) | Total (%)  | +/- |
|       | Die Grünen | 46 (32,17)       | 1 (0,70)            | 47 (32,87) | 11  |
|       | CDU        | 22 (15,38)       | 20 (13,99)          | 42 (29,37) | 18  |
|       | AfD        | 2 (1,40)         | 21 (14,69)          | 23 (16,08) | 23  |
|       | SPD        | 0 (0,00)         | 19 (13,29)          | 19 (13,29) | 16  |
|       | FDP        | 0 (0,00)         | 12 (8,39)           | 12 (8,39)  | 5   |
| Total | Total      | 70 (48,95)       | 73 (51,05)          | 143        | 5   |

## Élus

Mandats directs par circonscriptions

| Circonscription                | Portrait | Député                   |  | Parti      |
| ------------------------------ | -------- | ------------------------ |  | ---------- |
| 01 - Stuttgart I               |          | Muhterem Aras            |  | Die Grünen |
| 02 - Stuttgart II              |          | Winfried Hermann         |  | Die Grünen |
| 03 - Stuttgart III             |          | Franz Untersteller       |  | Die Grünen |
| 04 - Stuttgart IV              |          | Brigitte Lösch           |  | Die Grünen |
| 05 - Böblingen                 |          | Thekla Walker            |  | Die Grünen |
| 06 - Leonberg                  |          | Bernd Murschel           |  | Die Grünen |
| 07 - Esslingen am Neckar       |          | Andrea Lindlohr          |  | Die Grünen |
| 08 - Kirchheim unter Teck      |          | Andreas Schwarz          |  | Die Grünen |
| 09 - Nürtingen                 |          | Winfried Kretschmann     |  | Die Grünen |
| 10 - Göppingen                 |          | Alexander Maier          |  | Die Grünen |
| 11 - Geislingen an der Steige  |          | Nicole Razavi            |  | CDU        |
| 12 - Ludwigsbourg              |          | Jürgen Walter            |  | Die Grünen |
| 13 - Vaihingen-sur-l'Enz       |          | Markus Rösler            |  | Die Grünen |
| 14 - Bietigheim-Bissingen      |          | Daniel Renkonen          |  | Die Grünen |
| 15 - Waiblingen                |          | Wilhelm Halder           |  | Die Grünen |
| 16 - Schorndorf                |          | Petra Häffner            |  | Die Grünen |
| 17 - Backnang                  |          | Wilfried Klenk           |  | CDU        |
| 18 - Heilbronn                 |          | Susanne Bay              |  | Die Grünen |
| 19 - Eppingen                  |          | Friedlinde Gurr-Hirsch   |  | CDU        |
| 20 - Neckarsulm                |          | Bernhard Lasotta         |  | CDU        |
| 21 - Hohenlohe                 |          | Arnulf Freiherr von Eyb  |  | CDU        |
| 22 - Schwäbisch Hall           |          | Jutta Niemann            |  | Die Grünen |
| 23 - Main-Tauber               |          | Wolfgang Reinhart        |  | CDU        |
| 24 - Heidenheim an der Brenz   |          | Martin Grath             |  | Die Grünen |
| 25 - Schwäbisch Gmünd          |          | Stefan Scheffold         |  | CDU        |
| 26 - Aalen                     |          | Winfried Mack            |  | CDU        |
| 27 - Karlsruhe I               |          | Bettina Lisbach          |  | Die Grünen |
| 28 - Karlsruhe II              |          | Alexander Salomon        |  | Die Grünen |
| 29 - Bruchsal                  |          | Ulli Hockenberger        |  | CDU        |
| 30 - Bretten                   |          | Andrea Schwarz           |  | Die Grünen |
| 31 - Ettlingen                 |          | Barbara Saebel           |  | Die Grünen |
| 32 - Rastatt                   |          | Kirsten Lehnig           |  | Die Grünen |
| 33 - Baden-Baden               |          | Beate Böhlen             |  | Die Grünen |
| 34 - Heidelberg                |          | Theresia Bauer           |  | Die Grünen |
| 35 - Mannheim I                |          | Rüdiger Klos             |  | AfD        |
| 36 - Mannheim II               |          | Wolfgang Raufelder       |  | Die Grünen |
| 37 - Wiesloch                  |          | Karl Klein               |  | CDU        |
| 38 - Neckar-Odenwald           |          | Peter Hauk               |  | CDU        |
| 39 - Weinheim                  |          | Uli Sckerl               |  | Die Grünen |
| 40 - Schwetzingen              |          | Manfred Kern             |  | Die Grünen |
| 41 - Sinsheim                  |          | Hermann Katzenstein      |  | Die Grünen |
| 42 - Pforzheim                 |          | Bernd Grimmer            |  | AfD        |
| 43 - Calw                      |          | Thomas Blenke            |  | CDU        |
| 44 - Enz                       |          | Stefanie Seemann         |  | Die Grünen |
| 45 - Freudenstadt              |          | Norbert Beck             |  | CDU        |
| 46 - Fribourg-en-Brisgau I     |          | Reinhold Pix             |  | Die Grünen |
| 47 - Fribourg-en-Brisgau II    |          | Edith Sitzmann           |  | Die Grünen |
| 48 - Brisgau                   |          | Bärbl Mielich            |  | Die Grünen |
| 49 - Emmendingen               |          | Alexander Schoch         |  | Die Grünen |
| 50 - Lahr/Schwarzwald          |          | Sandra Boser             |  | Die Grünen |
| 51 - Offenbourg                |          | Thomas Marwein           |  | Die Grünen |
| 52 - Kehl                      |          | Willi Stächele           |  | CDU        |
| 53 - Rottweil                  |          | Stefan Teufel            |  | CDU        |
| 54 - Villingen-Schwenningen    |          | Martina Braun            |  | Die Grünen |
| 55 - Tuttlingen-Donaueschingen |          | Guido Wolf               |  | CDU        |
| 56 - Constance                 |          | Nese Erikli              |  | Die Grünen |
| 57 - Singen                    |          | Dorothea Wehinger        |  | Die Grünen |
| 58 - Lörrach                   |          | Josha Frey               |  | Die Grünen |
| 59 - Waldshut-Tiengen          |          | Felix Schreiner          |  | CDU        |
| 60 - Reutlingen                |          | Thomas Poreski           |  | Die Grünen |
| 61 - Hechingen-Münsingen       |          | Karl-Wilhelm Röhm        |  | CDU        |
| 62 - Tübingen                  |          | Daniel Lede Abal         |  | Die Grünen |
| 63 - Balingen                  |          | Nicole Hoffmeister-Kraut |  | CDU        |
| 64 - Ulm                       |          | Jürgen Filius            |  | Die Grünen |
| 65 - Ehingen                   |          | Manuel Hagel             |  | CDU        |
| 66 - Biberach an der Riß       |          | Thomas Dörflinger        |  | CDU        |
| 67 - Lac de Constance          |          | Martin Hahn              |  | Die Grünen |
| 68 - Wangen                    |          | Raimund Haser            |  | CDU        |
| 69 - Ravensbourg               |          | Manfred Lucha            |  | Die Grünen |
| 70 - Sigmaringen               |          | Andrea Bogner-Unden      |  | Die Grünen |